# 稲山壬子
稲山 壬子（いなやま じんし、1912年3月29日 - 1996年4月18日）は、日本のバレーボール指導者。

## 来歴
埼玉県南埼玉郡宮代町出身。日本体育会体操学校（後の日本体育大学）を経て、1933年に東京千代田学園バレーボール部監督。1943年に久喜高等女学校（現久喜高校）バレーボール部監督に就任し、全国大会優勝4回を達成。同校をバレーボール名門校に導いた。
1962年に1964年東京オリンピック強化コーチに就任。同大会での金メダル獲得に陰ながら貢献した。
1969年に東京三洋電機バレー部監督に就任し、チームを日本リーグ昇格まで導いた。全く無名の新人だった前田悦智子を「三年以内に全日本のエースにする」と宣言し育成した。
1981年、郷里に「稲山バレーボール記念館」を設立し、1983年三洋電機総監督を退任。1996年に84歳で没した。

## 著書
- 「ヤル気を湧かせる : わがバレーボール教育」1983年11月 第三文明社刊 ISBN 4-476-03107-2
- 「稲山壬子　白球を追って50年　道を極める」